# Mitterdorf an der Raab
Mitterdorf an der Raab osztrák község Stájerország Weizi járásában. 2018 januárjában 2056 lakosa volt. 

## Elhelyezkedése

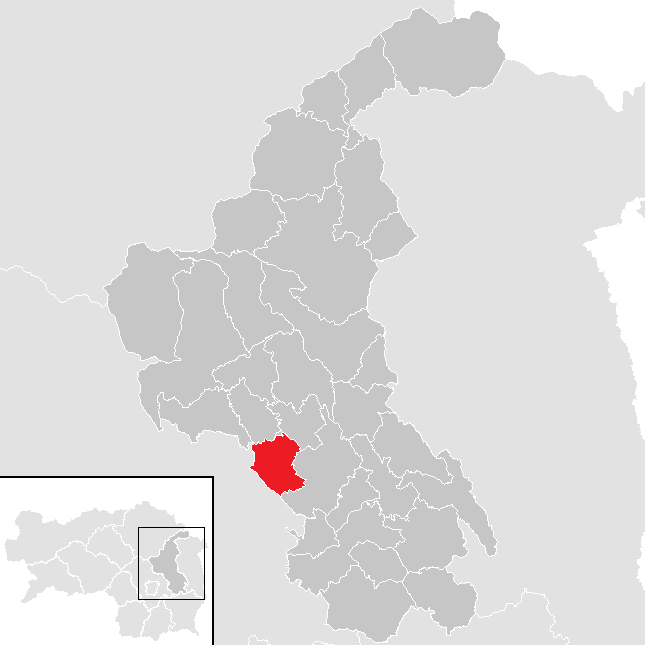
Mitterdorf an der Raab a Weizi járásban

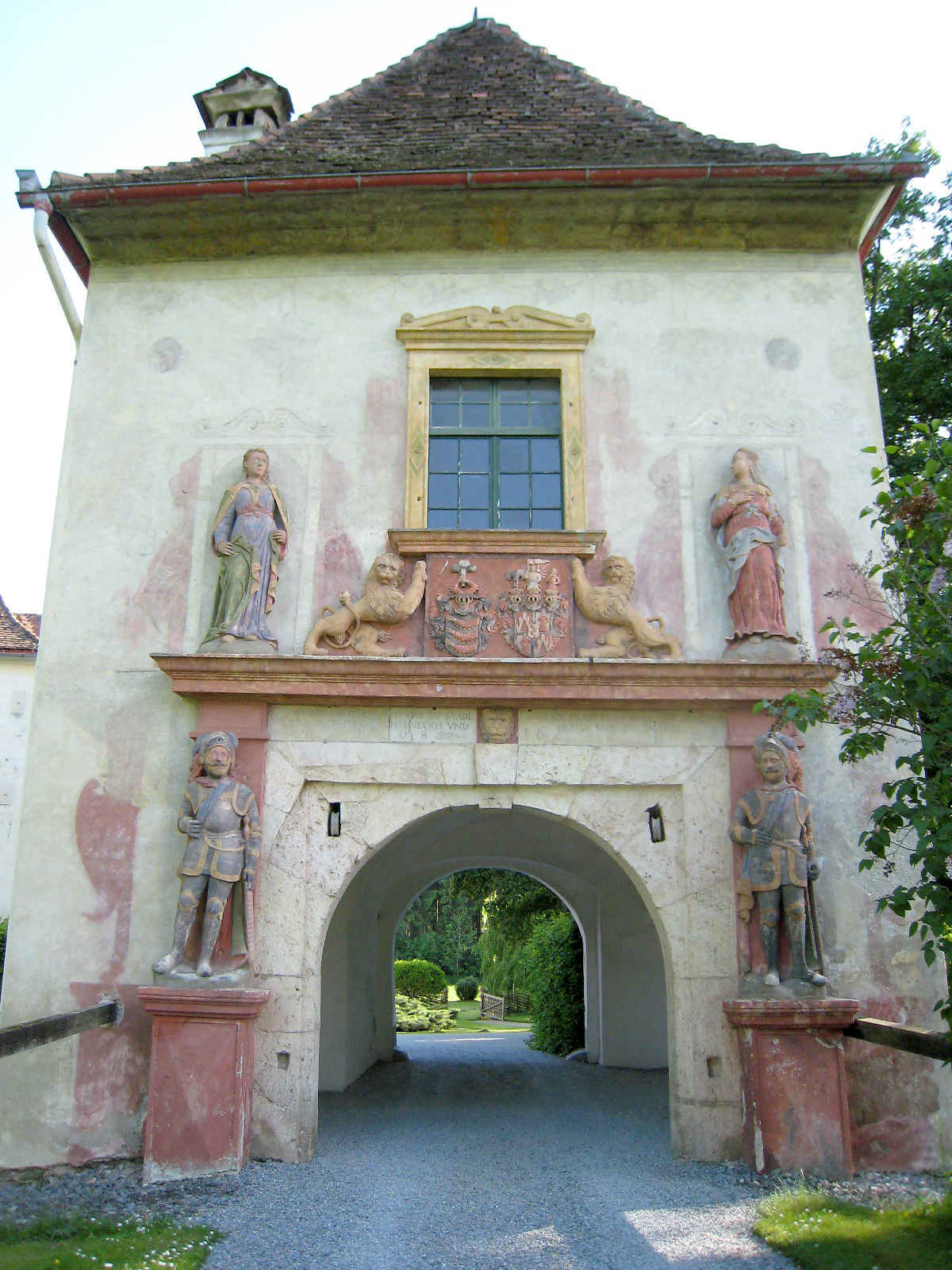
Stadl kastélyának kapuja

Mitterdorf an der Raab a kelet-stájerországi régióban fekszik, a Rába mentén. Az önkormányzat 7 települést egyesít: Dörfl an der Raab (334 lakos 2018-ban), Hohenkogl (298), Mitterdorf an der Raab (176), Oberdorf (160), Obergreith (191), Pichl an der Raab (437) és Untergreith (460).
A környező önkormányzatok: északra Mortantsch, északkeletre Weiz, délkeletre Sankt Ruprecht an der Raab, délnyugatra Eggersdorf bei Graz, nyugatra Kumberg.

## Lakosság
A Mitterdorf an der Raab-i önkormányzat területén 2018 januárjában 2056 fő élt. A lakosságszám 2001 óta kétezer körül stagnál. 2015-ben a helybeliek 96,8%-a volt osztrák állampolgár; a külföldiek közül 0,7% a régi (2004 előtti), 1,5% az új EU-tagállamokból érkezett. 2001-ben a lakosok 93,8%-a római katolikusnak, 1% evangélikusnak, 3,4% pedig felekezeten kívülinek vallotta magát. Ugyanekkor 4 magyar élt a községben.  

## Látnivalók
- Stadl kastélyának helyén a középkorban vár állt, melyet 1265-ben említenek először. Tulajdonosa a Stadl-család volt, amely a Wildonok és a Stubenbergek vazallusa volt és 1882-ben haltak ki férfiágon. A várat 1540-ben kezdte kastéllyá átalakítani Hans és Christof von Stadl és 1580-ra lett készen, ekkor nyerte el mai külsejét. A kastély örökösödési viták után a katolikus Gotthard Zollner kezére került, majd a 17. században a Stadlok visszaszerezték. A második világháborúban a tartományi levéltárat menekítették az épületbe. 1966-ban a Kinsky család vásárolta meg, máig az ő tulajdonukban van.
- a Szent kereszt felmagasztalása-kápolna 1907-ben épült egy kőkereszt helyén, amelyet egy vihar ledöntött, de Jézus alakja sértelen maradt.

## Testvértelepülések
- Revine Lago, Olaszország

## Fordítás
- Ez a szócikk részben vagy egészben  a   Mitterdorf an der Raab című német Wikipédia-szócikk ezen változatának fordításán alapul.  Az eredeti cikk szerkesztőit annak laptörténete sorolja fel. Ez a jelzés csupán a megfogalmazás eredetét és a szerzői jogokat jelzi, nem szolgál a cikkben szereplő információk forrásmegjelöléseként.